# Johannes Landgren
Stefan Johannes Landgren, född 29 oktober 1961 i Arjeplog, Norrbottens län, är en svensk organist och professor.

## Biografi
Johannes Landgren föddes i Arjeplog, Lappland, och växte upp vid Helsjöns folkhögskola nära Horred. Han har studerat vid dåvarande Musikhögskolan vid Göteborgs universitet och där tagit musikdirektörs-, diplom- och körpedagogexamen. Han disputerade 1997 på en konstnärligt gestaltande musikvetenskaplig avhandling om den tjeckiske kompositören Petr Ebens(da) orgelmusik. Hans forskningsverksamhet inkluderar även flera post-doktorala forskningsprojekt inom fältet konstnärlig forskning.
Han var från 2007 verksam som professor i orgel och improvisation vid Högskolan för scen och musik vid Göteborgs universitet och som prodekan vid den konstnärliga fakulteten vid Göteborgs universitet. Landgren tjänstgjorde sedan från 2017 till 2024 som professor, prorektor och så småningom t f rektor vid Kungliga Musikhögskolan i Stockholm.
Johannes Landgren valdes 2020 in som ledamot i Kungliga Musikaliska Akademien.
Han har genom åren bedrivit en omfattande konsertverksamhet i hela Europa, USA och Ryssland. Han samarbetar regelbundet med olika musiker från olika genre-områden och har i samarbete med dessa publicerat över 35 CD-inspelningar. Landgren är sedan 2024 verksam som frilansande musiker.

## Diskografi
- 1992 – A composer portrait Petr Eben.[10]
- 1995 – Bittere Erde - Music by Petr Eben. Opus 3
- 1995 – Te Deum - Music by Petr Eben. Opus 3
- 1999 – In my Solitude (tillsammans med Håkan Lewin) - music by Duke Ellington. Opus 3
- 2001 – Freedom (tillsammans med Håkan Lewin) - Trumph
- 2001 – YMNA - (tillsammans med damkören YMNA - music av F Poulenc m fl)
- 2003 – Freedom – the vision (tillsammans med Håkan Lewin och Kjeld Lauritzen)[11] Linx
- 2003 – Still Simon after all these Years (tillsammans med Invocatio, Johan Frendberg m fl) - JAM Records
- 2004 – Of Air (tillsammans med Anders Hagberg).[12] - Footprint
- 2004 – Live in Russia - (tillsammans med Håkan Lewin) - Imogena
- 2006 – Och när snön faller vit - (tillsammans med Svenska kammarkören)
- 2006 – Maria - (tillsammans med Helena Ek) - Musica Rediviva
- 2009 – In the name of Freedom - (tillsammans med Håkan Lewin och Sandvikens storband) - Imogena
- 2010 – Mahler Songs (tillsammans med Maria Forsström) - Musica Rediviva
- 2012 – Kom du sanna ljus (tillsammans med Varbergs kammarkör) - Stilleben musik
- 2014 – Vergiss mein nicht (tillsammans med Gunnar Forshufvud)
- 2014 – Live in Berlin (tillsammans med Håkan Lewin och Jon-Erik Björänge) - Jazz aus Kirchen
- 2018 – Där du går (tillsammans med Anders Hagberg).[13] - Swedish Society
- 2024 – Kärlekens sigill (tillsammans med Kennemark, Schultz, Börjeson, Siljebo, Wingefors o Hägersten a cappella - Footprint